# Tyrannochthonius amazonicus
Tyrannochthonius amazonicus är en spindeldjursart som beskrevs av Volker Mahnert 1979. Tyrannochthonius amazonicus ingår i släktet Tyrannochthonius och familjen käkklokrypare. Inga underarter finns listade i Catalogue of Life.